# Herminio Pedraza
Herminio Pedraza (Santa Cruz, 15 de noviembre de 1935-Santa Cruz, 2006) fue un pintor costumbrista boliviano.

## Trayectoria artística
Entre 1959 y 1969 comenzó sus estudios artísticos en la Escuela de Bellas Artes de Santa Cruz, bajo la tutela de Jorge Rózsa.
Su obra fue expuesta, ya sea de manera individual o colectiva, en Bolivia, Argentina, Paraguay, Cuba, Chile, México, Perú, España y Estados Unidos.
Sus pinturas son consideradas por los expertos como parte de la corriente fauvista. Se calcula que, durante su vida, pintó alrededor de tres mil obras.

## Reconocimientos
Fue galardonado con varios premios en el Salón Municipal de Santa Cruz (1967, 1968 y 1969). Asimismo, le concedieron la medalla de oro al artista más destacado en Santa Cruz (1972), la medalla de oro por su contribución al arte boliviano (1992) y la medalla al mérito cultural (2005).